# Anouk Dekker
Anouk Dekker, född den 15 november 1986, är en nederländsk fotbollsspelare som spelar för Braga i Portugal. 

## Klubbkarriär
Dekker värvades till Montpellier från den nederländska klubben FC Twente Vrouwen under 2015. I juni 2021 värvades hon av portugisiska Braga.

## Landslagskarriär
Dekker ingick i det nederländska laget som vann EM i Nederländerna 2017. Hon var också med i Nederländernas lag under VM i Kanada 2015 och VM i Frankrike 2019.